# Contea di Yongxin
La contea di Yongxin (永新县S, Yǒngxīn XiànP) è una contea della Cina, situata nella provincia di Jiangxi e amministrata dalla prefettura di Ji'an.